# Asparagus africanus
Asparagus africanus — вид рослин із родини холодкових (Asparagaceae).

## Біоморфологічна характеристика

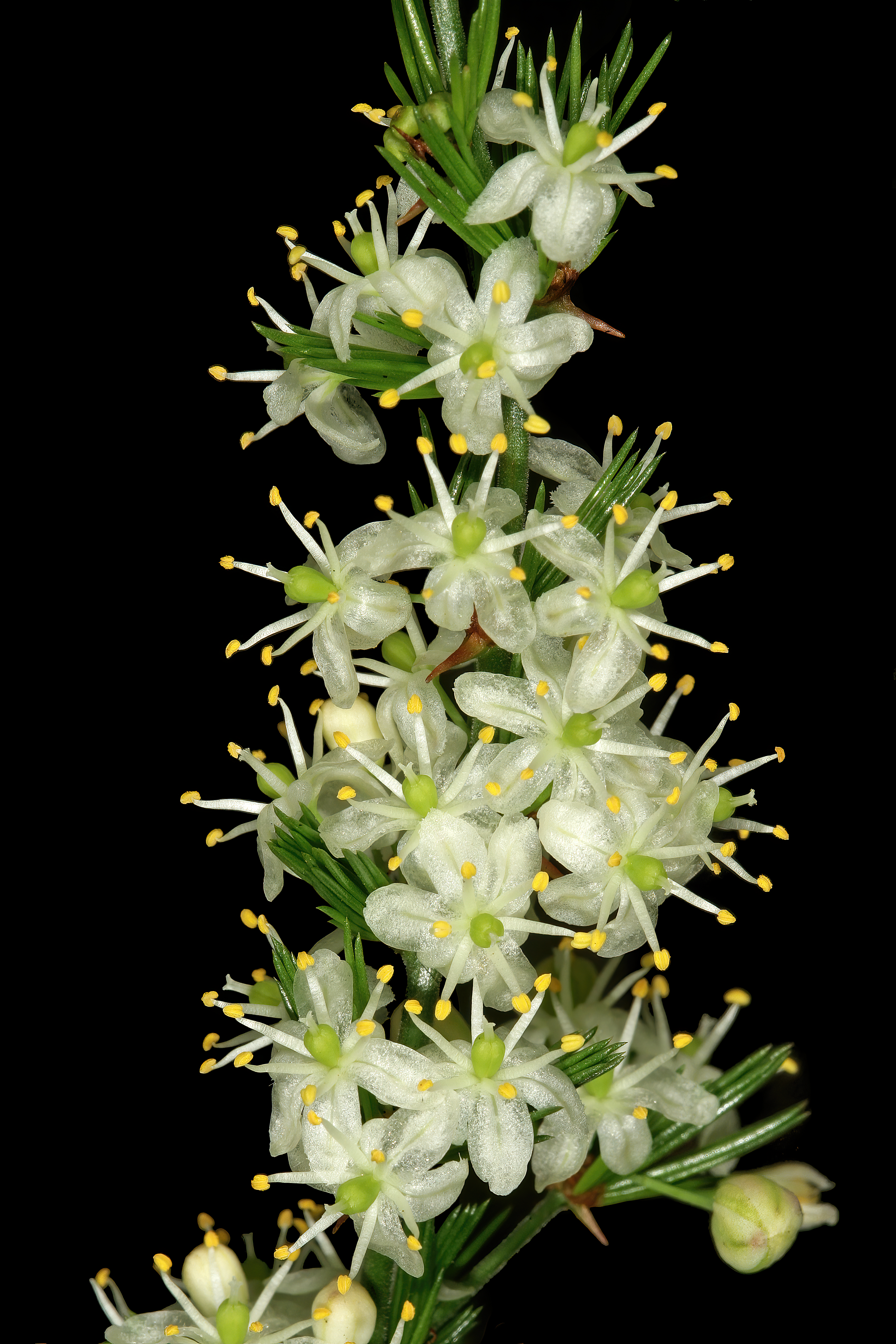

Це прямовисний чи виткий кущ 50–300(500) см заввишки. Стебла численні, запушені чи голі, гладкі, зелені з розлогими гілками й гілочками. Колючки прямі чи загнуті, гострі, 5–10 мм завдовжки. Кладодії у пучках по 3–12, ниткоподібні, злегка вигнуті, неоднаково довгі, 5–15(20) мм завдовжки. Квіток по 2–8 у пучках; квітконіжки 5–10 мм завдовжки, зчленовані в нижній половині. Листочки оцвітини вузько-зворотно-яйцеподібні, 2.5–4 мм завдовжки, білуваті. Тичинки з дрібними жовтими пиляками. Ягода 5–6 мм у діаметрі, від оранжевого до червоного кольору.

## Середовище проживання
Поширений у Африці, на Аравійському півострові та Індії; інтродукований до Австралії.